# Miguel Ángel Troitiño
Miguel Ángel Troitiño Vinuesa (El Arenal, Ávila, España, 1947 - Madrid, 21 de abril de 2020) fue un geógrafo español. Catedrático de Geografía Humana de la Universidad Complutense de Madrid, experto en patrimonio cultural. Sus campos de investigación y docencia incluían el planeamiento urbanístico, la ordenación del territorio y el turismo. 

## Biografía
Obtuvo la licenciatura de Geografía e Historia en 1972 y el doctorado en Geografía en 1979, por la Universidad Complutense de Madrid. Realizó sus investigaciones en el desarrollo del patrimonio histórico y cultural de las ciudades históricas, junto con el desarrollo, la ordenación y el planeamiento urbanístico, impulsores  del desarrollo del turismo basado en el valor del patrimonio cultural.
Fue Miembro de la Institución Gran Duque de Alba desde 1987 en Sociales y Comunicación realizando diferentes estudios sobre los movimientos turísticos de las ciudades históricas.
Fue el impulsor del expediente presentado a la UNESCO por el que la ciudad de Cuenca obtuvo la calificación de Patrimonio de la Humanidad, en 1996. Entre los años 2000 y 2004 coordinó la Diplomatura de Turismo en el Centro de Estudios Superiores Felipe II de Aranjuez, y fue director del Departamento de Geografía Humana de la Universidad Complutense de Madrid, entre los años 2001 y 2009.
Entre sus diferentes proyectos urbanísticos destacan el Estudio del conjunto arqueológico de Madinat Al-Zahra, entre 2006 y 2008. El Observatorio Turístico del Grupo de Ciudades Patrimonio de la Humanidad de Ávila, entre 2006 y 2013. También colaboró en proyectos de investigación de Ciudades Patrimonio de la Humanidad de México. Fue el director del proyecto de evaluación y gestión del impacto de la actividad turística e impulsó el plan de gestión sobre el impacto turístico a los Palacios Nazaríes de la Alhambra de Granada de la Universidad Complutense de Madrid, entre 211 y 2013..
Falleció el 21 de abril de 2020 a consecuencia del COVID-19, durante la pandemia de coronavirus de ese año.

## Publicaciones
- VV. AA.: Las ciudades españolas a finales del siglo XX.
- Cascos antiguos y centros históricos : problemas, políticas, y dinámicas urbanas, Madrid, MOPT, 1995
- Asociación de Geógrafos Españoles. Grupo de Trabajo de Geografía Urbana, Univ. de Castilla-La Mancha, 1995.[8]
- «El patrimonio arquitectónico y urbanístico como recurso turístico.» En García Marchante, Joaquín Saúl y María del Carmen Poyato Holgado (coord.) La función social del patrimonio histórico: el turismo cultural. Univ. de Castilla-La Mancha, 2002.[9]
- García Verdugo, Francisco R.  y Miguel Ángel Troitiño Vinuesa: La intervención urbanística en el casco histórico de Córdoba: la manzana de Orive. Alicante: Biblioteca Virtual Miguel de Cervantes, 2005.[10]